# Senna trichosepala
Senna trichosepala là một loài thực vật có hoa trong họ Đậu. Loài này được (Chodat & Wilczek) H.S.Irwin & miêu tả khoa học đầu tiên.